# Kurt von Lersner
Kurt von Lersner, född 12 december 1883 i Saarburg, död 7 juni 1954 i Düsseldorf, var en tysk friherre, diplomat och politiker. 
Lersner var 1907–13 anställd vid tyska ambassaden i Paris (sedan 1910 som ambassadsekreterare), 1913–14 ambassadsekreterare i Washington, D.C., 1916–18 tyska utrikesministeriets representant i stora högkvarteret och under tiden november 1918 till mars 1919 tyska regeringens representant hos stilleståndskommissionen i Spa. Under tiden juli 1919 till februari 1920 var Lersner ordförande i tyska fredsdelegationen i Paris och undertecknade 10 januari 1920 protokollet om Versaillestraktatens trädande i kraft. Han var 1920–24 ledamot av Weimarrepublikens riksdag, där han tillhörde Deutsche Volkspartei. Om Versaillesfreden författade han Versailles! Volkskommentar (1921).